# El rey del barrio
El rey del barrio é um filme de comédia produzido no México, dirigido por Gilberto Martínez Solares e lançado em 1950.